# Richard Müller (Politiker, 1881)
Karl Wilhelm Richard Müller (* 6. März 1881 in Oerlinghausen; † 16. Oktober 1937 in Hindelang im Allgäu) war ein deutscher Fabrikant und Staatsrat im Landespräsidium Lippe.

## Leben
Richard Müller wurde als Sohn des Kommerzienrats Bruno Müller und dessen Ehefrau Alwine Weber geboren und besuchte zuletzt das Gymnasium in Bielefeld, wo er das Abitur machte. Im Anschluss absolvierte er eine kaufmännische Ausbildung in Antwerpen, Bremen und Reutlingen, um dann die Höheren Webschulen in Krefeld und New York zu besuchen. 
1904 trat er in die väterliche Firma Carl Weber & Co. in Oerlinghausen ein und baute die mechanische Weberei auf; seit 1908 war er Geschäftsführer der Firma. 
Er war politisch engagiert in der DVP, für die er von 1921 bis 1928 als Abgeordneter und Fraktionsvorsitzender im lippischen Landtag saß. Vom 14. März bis zum 9. Juli 1921 war er Mitglied des lippischen Landespräsidiums. 

### Öffentliche Ämter
- Vorsitzender des Westfälisch-Lippischen Wirtschaftsbundes in Bielefeld
- Vorsitzender der Industrie- und Handelskammer Lippe
- Vorsitzender der Sektion III der Leinen-Berufsgenossenschaft
- Aufsichtsratsvorsitzender der Elektrizitätswerk GmbH Oerlinghausen (als Ratsmitglied)
- Aufsichtsratsmitglied der Dürkoppwerke AG in Bielefeld
- Aufsichtsratsmitglied der Dörentruper Sand- und Thonwerke GmbH

### Familie
Seit dem 10. Dezember 1911 war er mit Traute  Riedel verheiratet. Aus der Ehe sind drei Kinder hervorgegangen. Seine Frau war Vorsitzende des Vaterländischen Frauenvereins in Oerlinghausen und Ortsleiterin DRK Oerlinghausen.